# Ruslands håndboldforbund
Ruslands håndboldforbund (russisk: Федерация гандбола России) er det russiske håndboldforbund. Det hører hjemme i Moskva
Det organiserer de to øverste håndboldrækker samt de russiske landshold, såvel A-landshold som U/19-landshold.
Forbundet blev etableret i 1989 og har Sergej Sjisjkarjov som præsident. Forbundet er medlem af European Handball Federation og det internationale håndboldforbund, International Handball Federation.